# Pannband

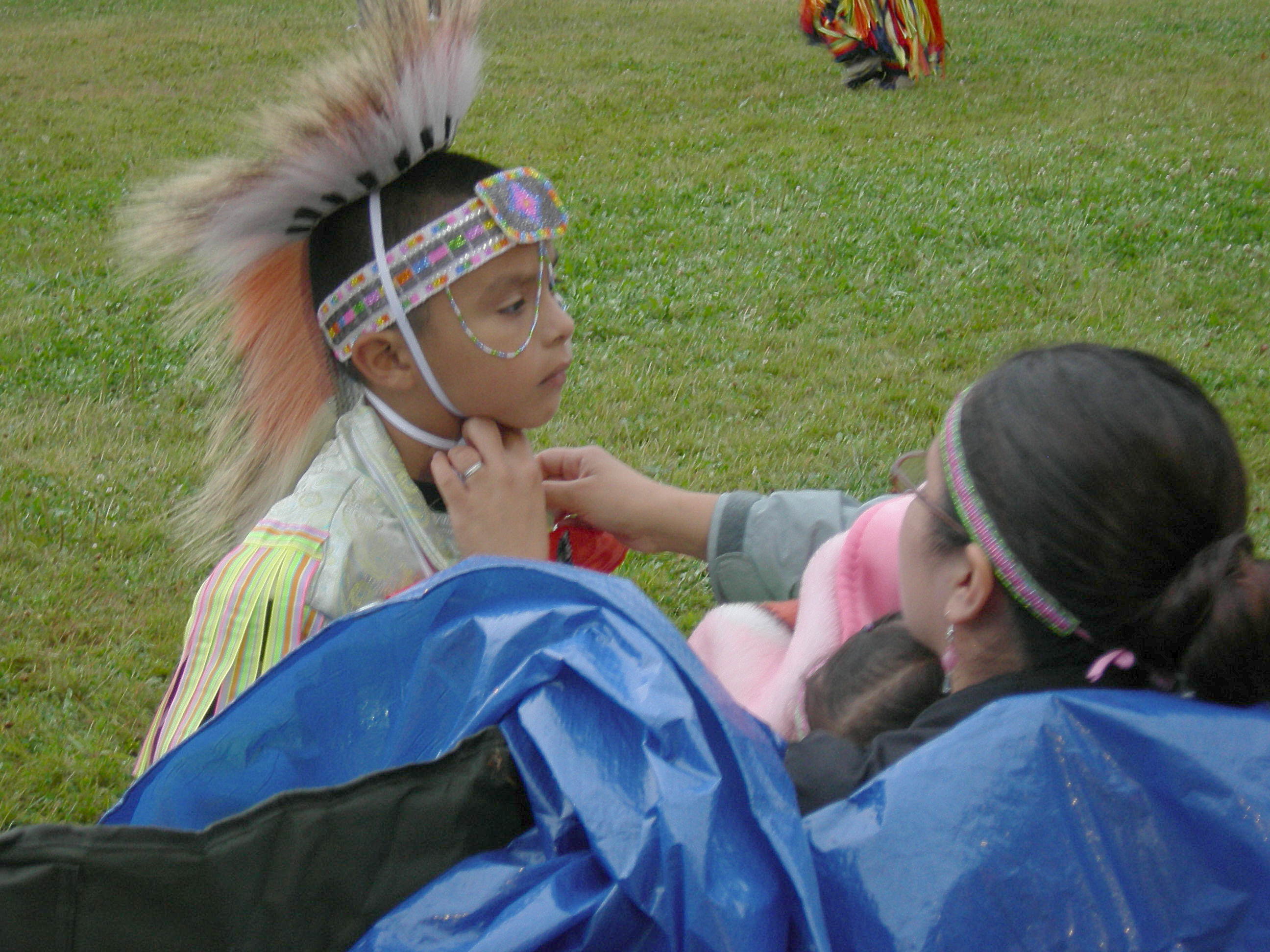
Pojke och kvinna, båda med dekorativa pannband, på ett pow wow i Seattle.

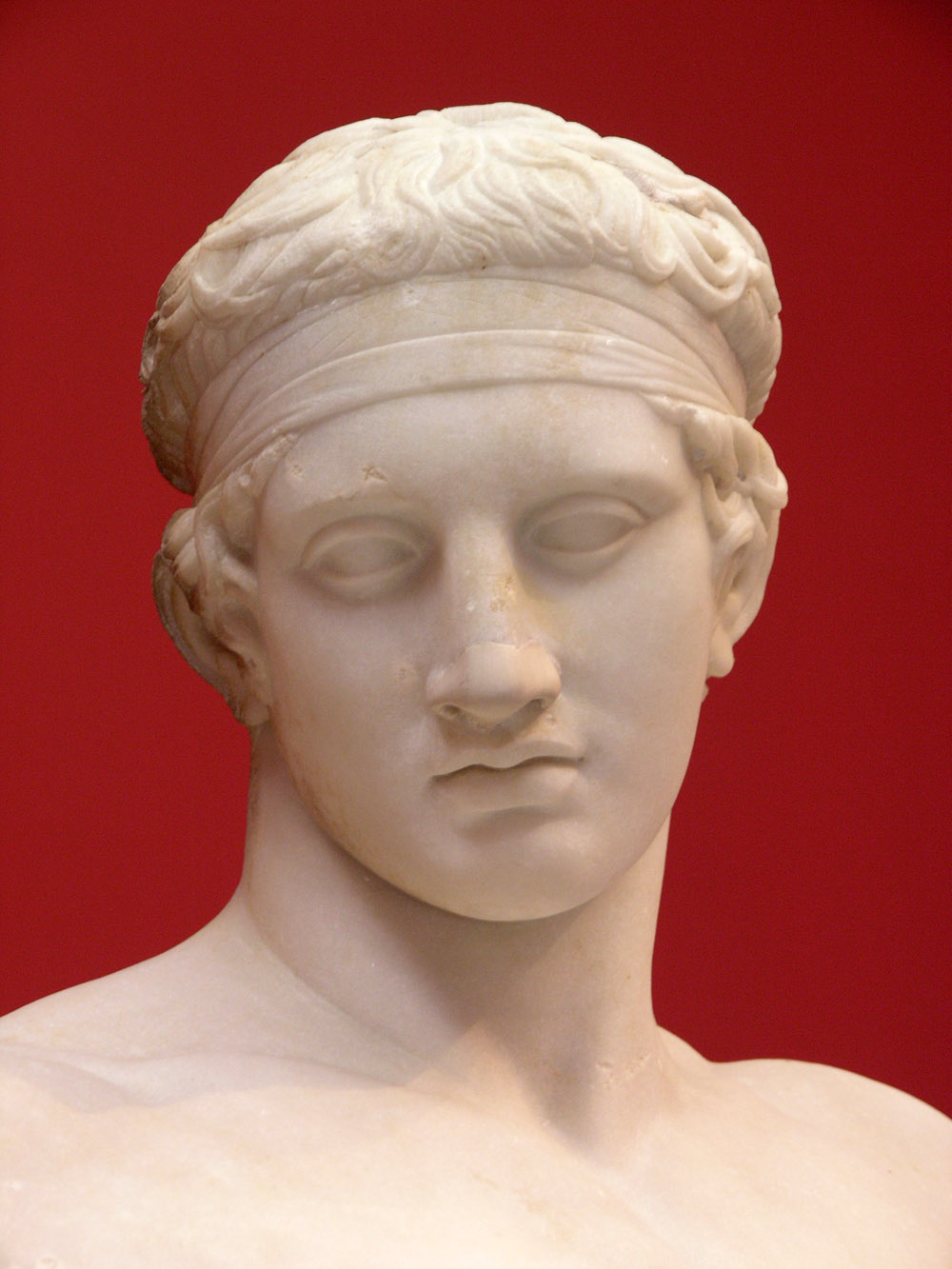
Kopia av romersk staty av en ung man med ett pannband/svettband.

Ett pannband eller en bandå är ett band som bärs runt huvudet särskilt av idrottare för att inte få hår och svett i ögonen (svettband) men även allmänt i dekorativt syfte eller som del av en utrustning.
Pannband, gärna dekorerade med fjädrar, var en viktig modedetalj för kvinnor under 1920-talet. Pannband förekommer även i den traditionella dräkten för många grupper av amerikansk urbefolkning.
Pannband används ibland vintertid istället för mössa som skydd mot kyla.
Ibland används en bandana som ett pannband.